# Днепров, Митрофан Иванович
М. И. Днепров в оперетте
Митрофа́н Ива́нович Днепро́в (настоящая фамилия Погребе́нченко; 1 [13] июня 1881, Усмань, Тамбовская губерния — 11 января 1966, Москва или Белая Церковь) ― артист оперы и оперетты (баритон), режиссёр, заслуженный артист РСФСР (1947).

## Биография
Судьба его была необыкновенной. Хотя в то время на сцену шли люди из разных слоёв общества: были артисты из чиновников, из кавалерийских офицеров, из помещиков-дворян, — но прийти на сцену из монастыря, из монастырских послушников, притом на сцену опереточного театра, — это было редчайшим явлением даже для давно минувшего времени.
— Л. В. Никулин
Митрофан Иванович Днепров родился 1 [13] июня 1881 года в Усмани в небогатой многодетной семье Погребенченко, отличавшейся религиозностью. С малых лет мальчик пел дома по вечерам молитвы и духовные песни. Когда ему исполнилось семь лет, регент Трубяченский взял его в соборный хор. Обладавший феноменальным дискантом Митрофан обратил на себя внимание епископа Иеронима — человека музыкально образованного, который и увёз его в Тамбовский архиерейский хор. 1893 году регент этого хора И. Я. Тернов был призван митрополитом Палладием в Санкт-Петербург вместе с лучшими певцами хора — в числе двух избранных мальчиков оказался и Митрофан. Перед отъездом он навестил родных в Усмани, где узнал, что отец «прогорел» и собирался с семьей переехать в Воронеж.
В новом хоре Митрофан пробыл четыре года, пользовался любовью Палладия, был приглашён им к себе в качестве литературного чтеца и оставался в этой должности до самой смерти иерарха в 1898 году. Не будучи подготовленным ни к какой деятельности, Митрофан остался после кончины митрополита послушником Александро-Невской лавры. Пребывая в этом состоянии в продолжении четырёх лет, выдержал экзамен на должность помощника регента при регентских курсах, получил звание регента второго разряда и группу певцов. Стал зарабатывать деньги и помогать своей семье.
Параллельно монастырскому служению имевший с детства призвание к музыкальной деятельности Митрофан выступал в качестве любителя-баритона при Алексеевской земской школе, где его заметил преподаватель пения О. О. Бестрих. Содержавший в Санкт-Петербурге свои курсы преподаватель предложил Митрофану бесплатное обучение. Во время учёбы в 1900―1906 годах наряду с классом вокала он посещал и оперный класс. Скрываясь от монастырского начальства, на курсах Митрофан значился под фамилией Загребин. Под этим псевдонимом началась и его сценическая карьера. В 1901 году он первые выступил перед широкой публикой ― это были бесплатные воскресные концерты для рабочих фарфорового завода.
Вскоре Митрофан Иванович ушёл из лавры и стал псаломщиком в церкви Ильи Пророка на Охтинском пороховом заводе. Ему предоставили квартиру в три комнаты с садом и огородом, и он выписал к себе своих родных: отца, мать, трёх сестёр и брата. Церковное начальство Митрофана знало, что он учится пению, но не ведало, что тот поёт в концертах. Часто ему приходилось выступать в театре при Охтинском заводе, в церкви близ которого он служил, и спасал его от разоблачения только хорошо наложенный грим.
О. О. Бестрих устраивал для курсантов гастрольные поездки по городам, которые являлись хорошей сценической школой, и со временем Митрофану Ивановичу пришлось оставить службу псаломщика и всецело отдаться театральному искусству. Семья его вернулась в Воронеж. А Митрофан Иванович продолжил выступать в оперных спектаклях Бестриха, взяв новый псевдоним — Днепров. После блестящего окончания курсов он отправился с артистами Императорских театров в турне по России на амплуа первого баритона. Тогда М. И. Днепров исполнял оперные партии. В 1907 году он пел в Екатеринбурге, в июне того же года гастролировал в Самаре в составе Санкт-Петербургского Оперного товарищества под руководством М. Ф. Шигаевой — здесь выступил в партии Князя Елецкого («Пиковая дама» П. И. Чайковского).

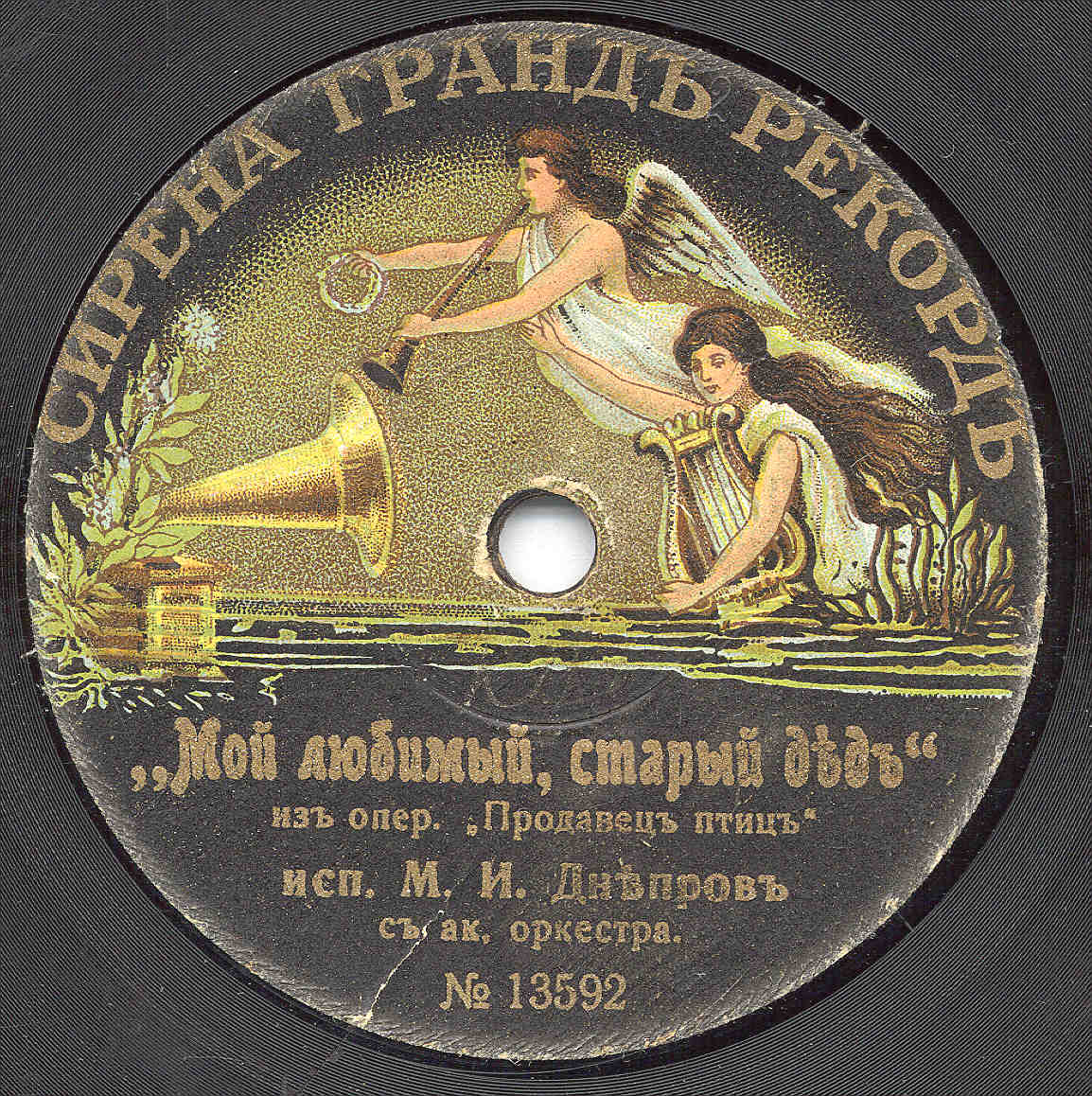
«Мой любимый, старый дѣдъ…»

Но недолго оставался Днепров адептом серьёзной музыки. Материальные обстоятельства заставили его остановиться на карьере в «лёгком» жанре, где Митрофан Иванович сразу занял видное положение. Осенью 1907 года М. И. Днепров подписал свой первый контракт с известным опереточным дирижёром и антрепренёром А. А. Тонни на зимний сезон в Харькове. Дебютировал в партии маркиза Анри де Корневиль («Корневильские колокола» Р. Планкета). С этого времени участвовал только в опереточных антрепризах А. Э. Блюменталь-Тамарина, Я. В. Щукина, И. C. Зона в московском театре «Буфф», Е. В. Потопчиной в «Никитском театре», М. П. Ливского в московском «Эрмитаже», в театре К. Н. Незлобина на Рижском взморье, в антрепризе А. И. Сибирякова в одесском Городском театре. Выступая в Москве (два сезона) и такой крупной провинции как Киев, Одесса, Днепров повсюду пользовался большим успехом, внося на сцену массу веселья и разнообразия. Лучшие роли артиста в этот период: Сергей и Гастон («Ночь любви» и «Тайны гарема» В. П. Валентинова), граф Данило Данилович («Весёлая вдова» Ф. Легара) и многие другие.
27 января 1921 года Днепров принимал участие в концерте в Доме Союзов совместно с Ф. И. Шаляпиным, А. В. Неждановой, А. М. Балашовой, М. Р. Рейзен, Л. А. Жуковым, И. М. Москвиным, В. Ф. Грибуниным, Б. П. Поповым, Б. С. Борисовым и Т. Я. Бах. У рояля — Ф. Ф. Кёнеман, Н. С. Голованов и М. О. Николаевский, конферансье — Я. Д. Южный.
В 1921―1923 годах гастролировал в Польше, Германии, Франции.
С 1923 года М. И. Днепров снова в Москве в Товариществе Московской оперетты, с 1924 года ― в «Новом театре оперетты». В 1927―1932 и 1939―1951 годах ― артист Московского театра оперетты.
Шесть лет ― с 1933 по 1939 год ― он гастролировал с группой концертантов. Объездил Украину был на Кубани, в Краснодаре, Ростове-на-Дону, Ташкенте, Самарканде, Ашхабаде, Баку, Красноводске, Тбилиси, Батуми, Сухуми, Гаграх, в городах центральной России, Сибири и в столицах Прибалтийских советских республик.
В годы Великой Отечественной войны театр оперетты эвакуировали, но М. И. Днепров остался в Москве. Вместе с другими артистами он участвовал в концертах в госпиталях, выезжал в воинские части.
В 1946―1947 годах работал в качестве режиссёра в Пятигорском театре музыкальной комедии и поставил в нём «Свадьбу в Малиновке» Б. А. Александрова, «Сильву» и «Баядеру» И. Кальмана.
Указом Президиума Верховного Совета РСФСР от 5 ноября 1947 года М. И. Днепрову присвоено звание Заслуженный артист РСФСР.
24 октября 1951 года на вечере в Центральном Доме актёра с 70-летием М. И. Днепрова поздравили коллеги по театру оперетты и многие деятели искусства и культуры — среди них Е. Д. Турчанинова, Л. В. Никулин, Н. Г. Райский, Л. О. Утёсов; приветственные письма направили Е. В. Гельцер, А. А. Яблочкина, И. С. Козловский. В этом же юбилейном году Митрофан Иванович принял непростое для него решение о завершении сценической деятельности.
В 1961 году была издана книга воспоминаний М. И. Днепрова «Полвека в оперетте».
Митрофан Иванович Днепров умер 11 января 1966 года в Москве.

## Творчество
М. И. Днепров всегда сохранял хороший вкус в исполнении, не путая комедийность, развлекательность, «лёгкость» жанра — c пошлостью. Он любил музыку Легара, Оффенбаха, Кальмана, и эта любовь передавалась зрителям. Его искусство оставляло ощущение радости, за что артист и получил точную характеристику — «солнечный баритон».
За полвека на сцене Днепров сыграл ведущие роли почти во всех классических и советских опереттах. Его партнёршами по жанру были: Е. А. Алези-Вольская, Т. Я. Бах, А. Д. Вяльцева, Е. В. Грановская, В. В. Кавецкая, И. Я. Кремер, Н. Ф. Легар-Лейнгардт, Сарра Лин (Салина), К. И. Милич, Ф. С. Мухтарова, М. П. Никитина, К. М. Новикова, В. И. Пионтковская, Р. М. Раисова, З. Л. Светланова, Н. И. Тамара, Н. М. Токарева. В опере: М. Н. Кузнецова-Бенуа, Л. Я. Липковская.

### Оперные партии
1. «Демон» (А. Г. Рубинштейн) ― Демон
2. «Пиковая дама» (П. И. Чайковский) ― Елецкий
3. «Мазепа» (П. И. Чайковский) ― Мазепа
4. «Евгений Онегин» (П. И. Чайковский) ― Онегин
5. «Фауст» (Ш. Гуно) ― Валентин
6. «Риголетто» (Дж. Верди) ― Риголетто
7. «Кармен» (Ж. Бизе) ― Эскамильо
8. «Паяцы» (Р. Леонкавалло) ― Сильвио

### Роли в оперетте
1. «Корневильские колокола» (Р. Планкет) ― Маркиз де Корневиль
2. «Гейша» (С. Джонс) ― Фэрфакс
3. «Польская кровь» (О. Недбал) ― Болеслав
4. «Перикола» (Ж. Оффенбах) ― Пикильо
5. «Прекрасная Елена» (Ж. Оффенбах) ― Парис
6. «Весёлая вдова» (Ф. Легар) ― Граф Данило
7. «Продавец птиц» (К. Целлер) ― Адам
8. «Мартин―рудокоп» (К. Целлер) ― Мартин
9. «Принцесса цирка» (И. Кальман) ― Мистер Икс.
10. «Баядера»[1] (И. Кальман) ― Раджами
11. «Сильва» (И. Кальман) ― Эдвин
12. «Сильва» (И. Кальман) ― Бони
13. «Сильва» (И. Кальман) ― Ферри
14. «Чёрная роза» (В. Гётце) ― Сентуччио
15. «Женихи» (И. О. Дунаевский) ― Маркёр
16. «Свадьба в Малиновке» (Б. А. Александров) ― Назар Дума
17. «Год спустя» (Б. А. Александров) ― Корецкий
18. «На берегу Амура» (М. И. Блантер) ― Савчук
19. «Беспокойное счастье» (Ю. С. Милютин) ― Игонин
20. «Акулина» (И. Н. Ковнер) ― Муромский

### Режиссёрские работы
1. «Баядера»[1] (И. Кальман)
2. «Сильва» (И. Кальман)
3. «Свадьба в Малиновке» (Б. А. Александров)

### Фильмография
1. Пучина[10] (режиссёр В. Е. Черноблер, 1919 год)

### Сочинения
1. Днепров М. И. Полвека в оперетте / Подготовка книги Ю. Г. Шуба. Предисловие Л. В. Никулина. — М.: Искусство, 1961. — 168 с. — 14 000 экз.

## Награды и звания
- Заслуженный артист РСФСР (1947)